# كريستوفر فوكس
كريستوفر فوكس (بالإنجليزية: Christopher Fox)‏ هو ملحن بريطاني، ولد في 10 مارس 1955 في يورك في المملكة المتحدة.

## وصلات خارجية
- كريستوفر فوكس على موقع ميوزك برينز (الإنجليزية)
- كريستوفر فوكس على موقع ديسكوغز (الإنجليزية)